# Eleições regionais na Groenlândia em 2021
As Eleições regionais na Groenlândia em 2021 realizaram-se no dia 6 de abril, para eleger os 31 deputados do Parlamento da Groenlândia (Inatsisartut).

## Resultados das eleições
O Partido do Povo Inuíte (Inuit Ataqatigiit) foi o mais votado, daí resultando a formação do Governo Regional de Múte Egede I, integrando o Partido do Povo Inuíte (social-democrata, independentista) e o Partido Naleraq (centrista, independentista), e contando com o apoio parlamentar do Partido da Comunidade (social-conservador, autonomista).

Na consequência de vários desacordos, esta coligação foi dissolvida em 2022, e substituída por uma nova coligação composta pelo Partido do Povo Inuíte (social-democrata, independentista) e o Avante (social-democrata, independentista), tendo então  o Governo Regional de Múte Egede II assumido as responsabilidades governativas.

## Partidos participantes
| Partido                                    | Ideologia                           |
| ------------------------------------------ | ----------------------------------- |
| Avante Siumut                              | Social-democracia - Independentismo |
| Partido do Povo Inuíte Inuit Ataqatigiit   | Esquerda - Independentismo          |
| Partido da Comunidade Atassut              | Social-conservatismo - Autonomismo  |
| Democratas Demokraatit / Demokraterne      | Social-liberalismo - Autonomismo    |
| Partido Naleraq Partii Naleraq             | Centrismo - Independentismo         |
| Partido da Cooperação Suleqatigiissitsisut | Social-liberalismo - Unionismo      |
| Groenlandeses do futuro Nunatta Qitornai   | Independentismo                     |